# 克雷哈治 (阿拉巴马州)
克雷哈治（英文：Clayhatchee），是美国阿拉巴马州下属的一座城市。面积约为2.72平方英里（约合7.04平方公里）。根据2010年美国人口普查，该市有人口589人，人口密度为216.7/平方英里（约合83.66/平方公里）。